# Klaus Fischer (fotbalista)
Klaus Fischer (* 27. prosinec 1949, Kreuzstraßl) je bývalý německý fotbalista. Hrával na pozici útočníka.
S reprezentací někdejšího Západního Německa získal stříbrnou medaili na mistrovství světa roku 1982. Celkem za národní tým odehrál 45 utkání a vstřelil 32 branek.
Dvakrát získal německý pohár, v sezóně 1971/72 se Schalke 04, v sezóně 1982/83 s 1. FC Köln. Roku 1976 se stal s 29 góly nejlepším střelcem německé Bundesligy.
V anketě Zlatý míč, která hledala nejlepšího fotbalistu Evropy, skončil roku 1977 šestý.